# Jo Knümann

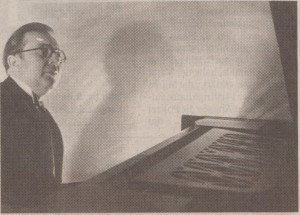
Jo Knümann

Josef Bernhard Knümann (Gelsenkirchen, 11 februari 1895 – 25 december 1952) was een Duitse componist en pianist. 

## Levensloop
Knümann ontwikkelde al vroeg zijn muzikaal talent in de muziekschool van zijn vader Bernard Knümann. Op negenjarige leeftijd debuteerde hij al onder het pseudoniem Wilhelmy en slechts twee jaar later was hij op concertreis in het buitenland. Vanaf 1909 studeerde hij aan de Rheinische Musikhochschule in Keulen bij Carl Friedberg piano en bij Ewald Strässer compositie. Vanaf 1913 studeerde hij aan de Hogeschool voor muziek in Berlijn en had tijdens een concert op 2 oktober 1913 met het Blüthner-orkest onder leiding van Edmund von Strauß groot succes. 
Na het behalen van zijn diploma's ging hij op concertreis in binnen- en het Europese buitenland, onder anderen concerteerde hij in aanwezigheid van de Engelse koning George V van het Verenigd Koninkrijk. Vanaf 1924 focusseerde hij zich vooral op lichte muziek en speelde met zijn orkest zonder notenbladen in de bekendste cafés van toen zoals het Cafe Vaterland in Berlijn, het Cafe Wien am Ring in Keulen, het Alsterpavillon in Hamburg, maar ook in het Grand Hotel Central in Den Haag en in het Café Winkel in Amsterdam. In 1935 naam hij de leden van het dansorkest van de naar België emigreerde Joodse musicus en orkestleider Michael Schugalté in zijn ensemble op. 
Als componist schreef hij vooral werken voor salonorkest, die ook vaak voor andere orkestvormen geïnstrumenteerd werden. Hij deed meestal een greep in de volksmuziek vanuit allerlei landen en titelde de werken erna bijvoorbeeld Hongaars (Ungarisch), Russisch, Roemeens (Rumänisch), Schots (Schottisch), Arabisch enzovoort. Aan het einde van de Tweede Wereldoorlog werd hij met zijn familie naar Quedlinburg geëvacueerd. In 1949 verliet hij de toenmalige Russisch bezette zone en ging terug naar West-Duitsland. Hij werkte verder als muzikant en organiseerde de publicatie van zijn composities. Zijn werken worden nu bewaard in het Duitse componistenarchief in Hellerau bij Dresden - Europees centrum voor de kunsten Dresden. 
Jo Knümann is begraven op de begraafplaats "St. Augustinus" te Gelsenkirchen.

## Composities

### Werken voor (salon-)orkest
- 1933: - Ein Walzer vom Rhein
- 1933: - Rumänisch (nach originalen Volksmelodien)
- 1936: - Russisch (nach originalen Volksmelodien)[2]
- 1936: - Balkan, fantasie
- 1937: - Italienische Serenade
- 1940: - Slawisch, rapsodische schetsen
- 1940: - Ungarisch (nach originalen Volksmelodien)[3][4]
- 1940: - Zwischen zwei Flüssen (Nach originalen Volksmelodien)[5]
- 1942: - Außenseiter (Das gebackene Hühnchen)
- 1944: - Vögleins Sehnsuchtslied hold nach rauher Winterzeit
- 1950: - Arabisch, mars
- 1950: - Bergmannsleben
- 1950: - Czardas I
- 1950: - Klänge am Rhein
- 1950: - Schottisch (Unter Verwendung englischer Volksmelodien)
- 1951: - Czardas II
- - Erotische Suite (Suite der Liebe), op. 8
- - Folklore konzertant, geliefde melodieën
- - Indisch
- - Mein Herzelieb, wals

### Werken voor harmonieorkest
- - Rumänisch (nach originalen Volksmelodien), voor harmonieorkest - bewerkt door Paul Meinhold
- - Russisch (nach originalen Volksmelodien), voor harmonieorkest - bewerkt door Erich Gutzeit
- - Ungarisch (nach originalen Volksmelodien), voor harmonieorkest - bewerkt door Erich Gutzeit

### Werken voor accordeonorkest
- - Rumänisch (nach originalen Volksmelodien), voor accordeonorkest
- - Ungarisch (nach originalen Volksmelodien), voor accordeonorkest - bewerkt door Walter Oehme

### Vocale muziek

#### Liederen
- 1943: - Ich hab ein Lieb im fernen Land, lied voor zangstem en salonorkest
- - Ich wollte, meine Lieder, das wären Blümelein, voor bas en piano - tekst: Heinrich Heine
- - Wedderslebener Heimatlied, voor zangstem en piano

### Kamermuziek
- 1928: - Verlangen ..., serenade voor viool, cello en piano, op. 15
- - Rumänisch (nach originalen Volksmelodien), voor viool, cello en piano[6]

### Werken voor piano
- 1900: - Sechs Bravourvariationen über das Volkslied "Muß i denn, muß i denn zum Städtle hinaus", op. 12
- - Friedrich Karl und Dorothea, wals